# Miss República Dominicana 2005
El certamen Miss República Dominicana 2005 fue celebrado el 9 de abril de 2005. Hubo 46 delegadas en el concurso. La ganadora escogida representará la República Dominicana en el Miss Universo 2005. La Miss Tierra Dominicana fue al Miss Tierra 2005. 5 decidieron irse del concurso antes de las fotos oficiales.

## Resultados
| Resultados                     | Candidatas |
| ------------------------------ | --- |
| Miss República Dominicana 2005 | Distrito Nacional - Renata Soñé |
| 1ra Finalista                  | Hato Mayor - Amell Santana |
| 2da Finalista                  | Samaná - Génevet Gutiérrez |
| 3ra Finalista                  | Nagua - Mélany Batista |
| 4ta Finalista                  | Comunidad Dom. en N.Y. - Diana Henríquez |
| 5ta Finalista                  | Villa Tapia - Pamela Cruz |
| Top 12                         | Dajabón - Elízabeth Rondón Monseñor Nouel - Pamela dos Matos Río San Juan - Massiel Javier San Cristóbal - Kenia Luna Santiago Rodríguez - Elizabeth Thomas Valverde - Jeidy Batista                                                   |
| Top 20                         | Duvergé - Ana María Trujillo Espaillat - Lobelkis Fernández Higüey - Ana Carina Mesa Las Matas de Farfán - Gerainny Familia Moca - Marisol Tineo Neiba - Indhira Rivera Piedra Blanca - Glóribee de la Sierra Santiago - Rosabel Marte |

### Premios especiales
- Mejor Rostro - Renata Soñe (Distrito Nacional)
- Mejor Cabellera - Renata Soñe (Distrito Nacional)
- Mejor Traje Típico - Jéniffer Decamps (Bonao)
- Miss Fotogenica - Amell Sanatana (Hato Mayor)
- Miss Pueblo - Gerainny Familia (Las Matas de Farfán)
- Miss Simpatía - Christina Peralta (Jimaní)

| Predecesor: Larimar Fiallo La Vega | Miss República Dominicana 2005 | Sucesor: Mía Taveras Santiago |

### Orden de Finalistas
| - 1. Distrito Nacional - 2. Hato Mayor - 3. Comunidad Dominicana En Nueva York - 4. Villa Tapia - 5. Nagua - 6. Samaná |

### Orden de Semifinalistas
| - 1. San Cristóbal - 2. Río San Juan - 3. Comunidad Dominicana En Nueva York - 4. Dajabón - 5. Monseñor Nouel - 6. Villa Tapia | - 7. Valverde - 8. Nagua - 9. Samaná - 10. Hato Mayor - 11. Santiago Rodríguez - 12. Distrito Nacional |

### Orden de Cuadrafinalistas
| - 1. Samaná - 2. Santiago - 3. Piedra Blanca - 4. Monseñor Nouel - 5. Higüey - 6. Santiago Rodríguez - 7. Distrito Nacional - 8. Nagua - 9. Las Matas de Farfán - 10. Hato Mayor | - 11. Valverde - 12. Villa Tapia - 13. Moca - 14. Río San Juan - 15. San Cristóbal - 16. Neiba - 17. Espaillat - 18. Duvergé - 19. Dajabón - 20. Comunidad Dominicana En Nueva York |

### Puntuaje Final
| \| Representa \| Traje \| Baño \| Preguntas \| \| ---------------------------------- \| ----- \| ---- \| --------- \| \| Distrito Nacional \| 9.56 \| 9.62 \| 9.9 \| \| Hato Mayor \| 9.49 \| 9.69 \| 9.8 \| \| Samaná \| 8.96 \| 9.12 \| 9.5 \| \| Nagua \| 9.00 \| 8.95 \| 9.4 \| \| Comunidad Dominicana en Nueva York \| 9.32 \| 9.10 \| 9.2 \| \| Villa Tapia \| 8.79 \| 8.85 \| 9.0 \| \| Dajabón \| 8.68 \| 8.80 \| \| \| Monseñor Nouel \| 8.78 \| 8.62 \| \| \| Santiago Rodríguez \| 8.53 \| 8.51 \| \| \| Valverde \| 9.12 \| 8.49 \| \| \| San Cristóbal \| 8.95 \| 8.47 \| \| \| Río San Juan \| 8.62 \| 8.39 \| \| \| Higüey \| 8.42 \| \| \| \| Santiago \| 8.20 \| \| \| \| Piedra Blanca \| 7.93 \| \| \| \| Las Matas de Farfán \| 7.90 \| \| \| \| Espaillat \| 7.89 \| \| \| \| Neiba \| 7.78 \| \| \| \| Duvergé \| 7.76 \| \| \| \| Moca \| 7.70 \| \| \| | Ganadora Primera Finalista Segunda Finalista Tercera Finalista Cuarta Finalista Quinta Finalista Top 12 Top 20 |      |           |
| Representa | Traje | Baño | Preguntas |
| Distrito Nacional | 9.56 | 9.62 | 9.9       |
| Hato Mayor | 9.49 | 9.69 | 9.8       |
| Samaná | 8.96 | 9.12 | 9.5       |
| Nagua | 9.00 | 8.95 | 9.4       |
| Comunidad Dominicana en Nueva York | 9.32 | 9.10 | 9.2       |
| Villa Tapia | 8.79 | 8.85 | 9.0       |
| Dajabón | 8.68 | 8.80 |           |
| Monseñor Nouel | 8.78 | 8.62 |           |
| Santiago Rodríguez | 8.53 | 8.51 |           |
| Valverde | 9.12 | 8.49 |           |
| San Cristóbal | 8.95 | 8.47 |           |
| Río San Juan | 8.62 | 8.39 |           |
| Higüey | 8.42 |      |           |
| Santiago | 8.20 |      |           |
| Piedra Blanca | 7.93 |      |           |
| Las Matas de Farfán | 7.90 |      |           |
| Espaillat | 7.89 |      |           |
| Neiba | 7.78 |      |           |
| Duvergé | 7.76 |      |           |
| Moca | 7.70 |      |           |

## Candidatas
| Representa                  | Candidata                           | Año | Altura          | Oriunda                    |
| --------------------------- | ----------------------------------- | --- | --------------- | -------------------------- |
| Arenoso                     | Lucía Mariángel Tineo Oviedo        | 18  | 1,78 m (5′ 10″) | San Francisco de Macorís   |
| Azua                        | Yénnevette Rodríguez Ramírez        | 19  | 1,78 m (5′ 10″) | Santo Domingo              |
| Bonao                       | Lady Jénnifer Decamps Colón         | 19  | 1,76 m (5′ 9″)  | Bonao                      |
| Castillo                    | Stéfanie de Andrade Diamantines     | 21  | 1,76 m (5′ 9″)  | San Francisco de Macorís   |
| Comunidad Dom. en N.Y.      | Diana Henríquez Ulerio              | 18  | 1,79 m (5′ 10″) | Nueva York                 |
| Comunidad Dom. en Pto. Rico | Sofía de la Asunción Agustín Duarte | 19  | 1,73 m (5′ 8″)  | Aguadilla                  |
| Constanza                   | Josefina Toledo de la Mota          | 23  | 1,74 m (5′ 9″)  | Concepción de la Vega      |
| Consuelo                    | Vielka Núñez Cuello                 | 20  | 1,74 m (5′ 9″)  | San Pedro de Macorís       |
| Cotuí                       | Aimeé Tejedes Reynoso               | 22  | 1,80 m (5′ 11″) | Santo Domingo              |
| Dajabón                     | Elízabeth Rondón García             | 21  | 1,77 m (5′ 10″) | Dajabón                    |
| Distrito Nacional           | Renata de Jesús Soñé Savery         | 22  | 1,86 m (6′ 1″)  | Santo Domingo              |
| Duarte                      | Susana Galván Orutea                | 24  | 1,77 m (5′ 10″) | San Francisco de Macorís   |
| Duvergé                     | Ana María Trujillo Vargas           | 18  | 1,73 m (5′ 8″)  | Santo Domingo              |
| El Seibo                    | Cristina del Rosario Ruíz           | 23  | 1,78 m (5′ 10″) | Santo Domingo              |
| Espaillat                   | Lobelkis Reyna Fernández Castañeda  | 20  | 1,79 m (5′ 10″) | Moca                       |
| Hato Mayor                  | Amell Yoselín Santana de Jesús      | 19  | 1,85 m (6′ 1″)  | Santo Domingo              |
| Higüey                      | Ana Carina Mesa Rojas               | 25  | 1,74 m (5′ 9″)  | Salvaleón de Higüey        |
| Jarabacoa                   | Estefania de la Paz Hidalgo         | 21  | 1,79 m (5′ 10″) | Jarabacoa                  |
| Jimaní                      | Elecia Margarita Mateo Abreu        | 23  | 1,75 m (5′ 9″)  | Santo Domingo              |
| La Altagracia               | Sandra Hernández de Rojas           | 21  | 1,74 m (5′ 9″)  | Salvaleón de Higüey        |
| La Romana                   | María del Lourdes Collado Piantinni | 20  | 1,70 m (5′ 7″)  | Santo Domingo              |
| La Vega                     | Paola Franchesca Rodríguez Guzmán   | 21  | 1,80 m (5′ 11″) | Concepción de la Vega      |
| Las Matas de Farfán         | Gerainny Alejandra Familia Beltrán  | 19  | 1,84 m (6′ 0″)  | Santo Domingo              |
| Moca                        | Marisol Tineo García                | 25  | 1,83 m (6′ 0″)  | Moca                       |
| Monción                     | Lyana Vásquez Lozada                | 26  | 1,73 m (5′ 8″)  | Santo Domingo              |
| Monseñor Nouel              | Pamela dos Matos Columna            | 20  | 1,77 m (5′ 10″) | Bonao                      |
| Nagua                       | Melany Tatiana Batista Hidalgo      | 19  | 1,82 m (6′ 0″)  | Santo Domingo              |
| Neiba                       | Indhira Rivera del Rosario          | 21  | 1,73 m (5′ 8″)  | Santo Domingo              |
| Nizao                       | Anette Seferina Camacho Cruz        | 19  | 1,71 m (5′ 7″)  | Santo Domingo              |
| Pedernales                  | Esmeralda Hidalgo Padrón            | 20  | 1,77 m (5′ 10″) | Santo Domingo              |
| Piedra Blanca               | Glóribee de la Sierra Fernández     | 25  | 1,73 m (5′ 8″)  | Bonao                      |
| Puerto Plata                | Liliana Mora Ruiz                   | 19  | 1,84 m (6′ 0″)  | Santo Domingo              |
| Río San Juan                | Massiel Javier Cañízarez            | 20  | 1,80 m (5′ 11″) | Santiago de los Caballeros |
| Samaná                      | Génevet Nicol Gutiérrez Kóurie      | 18  | 1,81 m (5′ 11″) | Santo Domingo              |
| San Cristóbal               | Kenia Martina Luna Peralta          | 24  | 1,76 m (5′ 9″)  | Santo Domingo              |
| San Francisco de Macorís    | Yánmeri Añil Pichardo               | 23  | 1,72 m (5′ 8″)  | San Francisco de Macorís   |
| San José de las Matas       | Katherine Elisa Ramírez McDonald    | 19  | 1,73 m (5′ 8″)  | Santiago de los Caballeros |
| San Juan                    | Martha M Ramírez M                  | 19  | 1,81 m (5′ 11″) | Santo Domingo              |
| San Pedro de Macorís        | Laureikis Roméridis Salcedo Sosa    | 25  | 1,72 m (5′ 8″)  | San Pedro de Macorís       |
| Santiago                    | Rosabel Elízabeth Marte Reyes       | 19  | 1,74 m (5′ 9″)  | Santiago de los Caballeros |
| Santiago Rodríguez          | Elizabeth Reyna Thomas Germán       | 20  | 1,75 m (5′ 9″)  | San Ignacio de Sabaneta    |
| Santo Domingo Norte         | Laura Inés Arias Villegas           | 23  | 1,81 m (5′ 11″) | Santo Domingo              |
| Santo Domingo Oeste         | Natasha Romero Sánchez              | 24  | 1,79 m (5′ 10″) | Santo Domingo              |
| Tamboríl                    | Wendy Tatiana Velásquez Santiváñez  | 19  | 1,73 m (5′ 8″)  | Santiago de los Caballeros |
| Valverde                    | Jeidy Mariel Batista Jiménez        | 18  | 1,83 m (6′ 0″)  | Santiago de los Caballeros |
| Villa Tapia                 | Pamela Lucía Cruz Ortiz             | 18  | 1,81 m (5′ 11″) | Santo Domingo              |

## Puntuaje Preliminar
| Candidata                           | Bañador | Traje | Entrevista | Promedio |
| ----------------------------------- | ------- | ----- | ---------- | -------- |
| Bonao                               | 8.25    | 8.27  | 8.21       | 8.24     |
| Castíllo                            | 7.48    | 7.64  | 7.56       | 7.56     |
| Comunidad Dominicana en Nueva York  | 9.57    | 9.35  | 9.40       | 9.44     |
| Comunidad Dominicana en Puerto Rico | 8.01    | 7.73  | 7.54       | 7.76     |
| Constanza                           | 7.29    | 7.50  | 7.97       | 7.59     |
| Consuelo                            | 8.15    | 8.18  | 8.16       | 8.16     |
| Cotuí                               | 7.38    | 7.36  | 7.40       | 7.38     |
| Dajabón                             | 9.18    | 9.20  | 9.18       | 9.19     |
| Distrito Nacional                   | 9.45    | 9.43  | 9.58       | 9.49     |
| Duarte                              | 7.99    | 7.93  | 7.94       | 7.95     |
| Duvergé                             | 8.50    | 8.49  | 8.49       | 8.49     |
| El Seibo                            | 8.30    | 8.39  | 8.28       | 8.32     |
| Espaillat                           | 8.70    | 8.60  | 8.71       | 8.67     |
| Hato Mayor                          | 9.48    | 9.40  | 9.40       | 9.43     |
| Higüey                              | 8.50    | 8.57  | 8.51       | 8.53     |
| Jarabacoa                           | 7.82    | 7.90  | 7.89       | 7.87     |
| Jimaní                              | 7.29    | 7.34  | 7.20       | 7.28     |
| La Vega                             | 8.10    | 8.00  | 8.05       | 8.05     |
| Las Matas de Farfán                 | 8.50    | 8.49  | 8.52       | 8.50     |
| Moca                                | 8.81    | 8.72  | 8.75       | 8.76     |
| Monción                             | 7.00    | 7.05  | 7.58       | 7.21     |
| Monseñor Nouel                      | 8.80    | 8.80  | 8.81       | 8.81     |
| Nagua                               | 8.80    | 8.81  | 8.85       | 8.82     |
| Neiba                               | 8.73    | 8.70  | 8.77       | 8.73     |
| Pedernales                          | 7.58    | 7.23  | 8.21       | 7.68     |
| Piedra Blanca                       | 8.70    | 8.55  | 8.93       | 8.73     |
| Puerto Plata                        | 8.40    | 8.32  | 8.35       | 8.36     |
| Río San Juan                        | 9.31    | 9.30  | 9.30       | 9.31     |
| Samaná                              | 8.96    | 9.04  | 9.12       | 9.04     |
| San Cristóbal                       | 8.86    | 9.04  | 9.00       | 8.97     |
| San Francisco de Macorís            | 7.49    | 7.43  | 7.40       | 7.44     |
| San José de las Matas               | 7.75    | 7.71  | 7.74       | 7.74     |
| San Juan                            | 8.45    | 8.47  | 8.44       | 8.45     |
| San Pedro de Macorís                | 7.00    | 7.00  | 7.25       | 7.08     |
| Santiago                            | 8.58    | 8.47  | 9.10       | 8.71     |
| Santiago Rodríguez                  | 8.96    | 9.06  | 8.84       | 8.95     |
| Santo Domingo Norte                 | 7.24    | 7.20  | 7.84       | 7.43     |
| Santo Domingo Oeste                 | 7.50    | 7.51  | 7.60       | 7.54     |
| Tamboríl                            | 8.10    | 8.10  | 8.05       | 8.08     |
| Valverde                            | 8.81    | 8.85  | 8.90       | 8.85     |
| Villa Tapia                         | 9.10    | 9.09  | 9.79       | 9.33     |